# Индийско-непальские отношения
Индийско-непальские отношения — двусторонние дипломатические отношения между Индией и Непалом. Протяжённость государственной границы между странами составляет 1690 км.
В 1950 году страны заключили Соглашение о мире и дружбе, определяющее их мирное сосуществование, а также регулирующее двустороннюю торговлю. Это соглашение закрепило «особые отношения» между Индией и Непалом, граница между странами открыта: непальские и индийские граждане могут свободно перемещаться через границу без виз, а также жить и работать в любой из этих стран.

## История

### С 1950 по 1970 год
В 1950 году между странами сложились теплые отношения, но так как количество непальцев, работающих в Индии, постепенно увеличивалось, то Индия начала играть большую роль в экономике Непала, что вызывало раздражение у непальского руководства. В середине 1970-х годов напряженность достигла своего апогея, когда Непал в открытую критиковал присоединение Сиккима к Индии. В 1975 году король Бирендра предложил признать Непал на международном уровне в качестве зоны мира, его идея получила поддержку от Китая и Пакистана. Индия никак не отреагировала на это предложение, так как видела в нём угрозу для «особых отношений» между странами. В 1984 году Непал повторил это предложение, но от Индии вновь не было никакой реакции. В 1990 году предложение Непала получило поддержку 112 стран, тем самым страна стала придерживаться нейтралитета во внешней политике.

### С 1970 по 1980 год
В 1978 году Индия согласилась заключить отдельные торговые и транзитные договоры, удовлетворяющие долгосрочному спросу непальской стороны. В 1988 году, когда срок действия договоров начал истекать, Непал отказал Индии в заключении единого торгового и транзитного договора. Этот отказ привел к серьезному кризису в отношениях между странами. 23-го марта 1989 года срок действия договоров истёк, Индия начала проводить экономическую блокаду Непала, которая продлилась до конца апреля 1990 года. Хотя экономические вопросы были основным фактором в противостоянии двух стран, Индию также напрягло, что в 1988 году Непал приобрёл оружие китайского производства. Непалу пришлось уступить Индии после ухудшения экономических условий, которые привели к изменению политической системы страны. Новое правительство стремилось к восстановлению дружественных отношений с Индией.

### В 1990-е годы
В июне 1990 года Нью-Дели и Катманду восстановили хороший уровень отношений после встречи премьер-министра Непала Кришны Прасада Бхаттараи и премьер-министра Индии Вишваната Пратапа Сингха. В декабре 1991 года премьер-министр Непала Гириджа Прасад Коирала совершил визит в Индию, две страны подписали новые, отдельные торговые и транзитные договоры, а также другие экономические соглашения.
В апреле 1995 года премьер-министр Непала Ман Мохан Адхикари посетил Нью-Дели, в ходе встречи с индийской стороной он настаивал на внесении изменений в договор о дружбе 1950 года. Ман Мохан Адхикари искал большей экономической независимости для своей не имеющей выхода к морю стране, одновременно стремясь улучшить отношения с Китаем.

### 21-й век
В 21-м веке Непал так и остался одной из самых бедных стран мира, а Индия, наоборот, совершила резкий экономический скачок. В 2005 году непальские отношения с Индией испортились из-за политики премьер-министра Непала Гьянендры. В 2008 году новый премьер-министр Прачанда посетил Индию, где попросил Индию поддержать демократические перемены в Непале и инвестировать средства в инфраструктуру страны. В этом же году обе страны заключили новое соглашение по использованию водных ресурсов реки Коси. В 2010 году Индия выделила кредит Непалу на сумму 50 миллионов долларов США и выдала 80 000 тонн продовольственного зерна этой стране. Также Индия высказала готовность содействовать усилиям по обеспечению мира в Непале. Министр иностранных дел Индии Пранаб Кумар Мукерджи пообещал премьер-министру Непала Прачанде оказывать всяческую помощь для обеспечения мира и развития Непала.
В 2010-е годы рост доминирования маоизма во внутренней политике Непала, наряду с укреплением экономического и политического влияния Китайской Народной Республики, приводит к тому, что Непал начинает постепенно дистанцироваться от связей с Индией.